# Wissel Lakes jezici
Wissel Lakes jezici (prije Ekari-Wolani-Moni) skupina od (5) zapadnih transnovogvinejskih jezika na indonezijskom dijelu Nove Gvineje. Ranije je nazivana Ekari-Wolani-Moni i s podskupinom Uhunduni (danas damal) činila je širu skupinu Wissel Lakes-Kemandoga. najznačajniji je jezik ekari (kapauku).
Predstavnici su: auye [auu], 350 (1995 SIL); dao [daz], 250 (1991 SIL); ekari [ekg], 100.000 (1985 Doble); moni [mnz], 20.000 (1991 SIL); i wolani [wod] 5.000 (1992 UBS)

## Vanjske poveznice
- Ethnologue (14th)
- Ethnologue (15th)